# Giovanni De Luca (pugile)
Giovanni De Luca (San Sebastiano al Vesuvio, 15 febbraio 1954) è un ex pugile italiano.

## Carriera
Cresciuto nella Boxe Vesuviana di Torre Annunziata, nel 1974 vince il titolo italiano dilettanti contro Vincenzo Pesapane. Combatte per la prima volta da pugile professionista il 31 luglio 1976, contro Angelo Visini vincendo ai punti in 6 riprese. Il 2 febbraio 1979 batte ai punti su 12 riprese Rinaldo Pelizzari, da cui era stato precedentemente sconfitto il 1º aprile 1976, e conquista il suo primo titolo italiano dei pesi massimi. Riesce a difendere il titolo nei successivi tre match, di cui due ancora contro Pelizzari, il 3 agosto 1979 ed il 18 maggio 1980, ed una contro Vasco Faustinho il 24 novembre 1979.
Cede il titolo a Domenico Adinolfi il 17 agosto 1980 e contro lo stesso non gli andrà meglio nell'incontro del 30 ottobre 1981.
Si ritira nel 1982 combattendo l'ultimo match della carriera a Parigi contro il francese Lucien Rodriguez, venendo sconfitto ai punti su 10 round.